# James Stewart
James Maitland "Jimmy" Stewart (født 20. maj 1908 i Indiana, Pennsylvania, død 2. juli 1997) var en amerikansk oscarbelønnet filmskuespiller. Igennem syv årtier i Hollywood opnåede nærmest ikonstatus gennem sine roller i flere Hollywood-klassikere som Natten før brylluppet (The Philadelphia Story), Det er herligt at leve (It's a Wonderful Life) og En kvinde skygges (Vertigo). Hans afdæmpede, lidt kejtede charme og hans ranglede type gjorde ham ideel til sympatiske, redelige roller, og han var en af Hollywoods mest elskede stjerner. I løbet af sin karriere fra 1935 til 1991 blev han nomineret til fem Oscars, og vandt en oscar for bedste mandlige hovedrolle for Natten før brylluppet samt en æres-Oscar for sin samlede karriere.
Han blev så kendt og elsket af det amerikanske filmpublikum, at han som oftest blev kaldt "Jimmy" Stewart, selvom han aldrig selv brugte dette navn i forbindelse med sine film. 
James Stewart ville egentlig være arkitekt, men begyndte at interessere sig for teater, da han gik på universitetet. Hans første succes som skuespiller fik han på Broadway før hans filmdebut i 1935. Karrieren fik for alvor fart med hans roller i Frank Capras film, især med filmen Mr. Smith kommer til Washington (Mr. Smith Goes to Washington, 1940), som gav ham den første oscarnominering.
Stewart fik en alsidig filmkarriere og satte sit præg på et bredt udvalg af filmgenrer, heriblandt screwball comedy, westernfilm og suspense thrillere. Han arbejdede sammen med flere berømte instruktører som Alfred Hitchcock, John Ford og Anthony Mann. Han vandt mange filmpriser og "Lifetime Achievement awards". Han anses for at være en af de fineste skuespillere i den klassiske Hollywood "guldalder" og det amerikanske filminstitut har udråbt ham til at være nr. 3 på listen over de største mandlige filmstjerner i historien ("Greatest Male Star of All Time").

## Militærtjeneste (1941 – 1945)
Stewart gjorde militærtjeneste under anden verdenskrig, som pilot. Han blev indkaldt til den amerikanske hær i marts 1941, og påbegyndte pilot-træning i USAAC, dette på basis af 400 akkumulerede flyvetimer som privat pilot.
Stewart blev udnævnt til sekondløjtnant i januar 1941, og efter posteringer flere steder i USA, hvor han virkede som instruktør, blev han i august 1943 tilknyttet 445th Bombardment Group med rang af kaptajn. 
Gruppen som fløj B-24 Liberators, blev flyttet til England hvor de umiddelbat efter indledte togter mod Tyskland, hvor Stewart fuldførte 20 togter.
Før krigens afslutning blev Stewart forfremmet til oberst, en af de meget få amerikanere som avancerede fra menig til oberst på fire år.
Stewart var de følgende år tilknyttet reserven og blev udnævnt til brigadegeneral i 1959, og blev pensioneret i 1968. Han blev på et senere tidspunkt udnævnt til generalmajor af præsident Ronald Reagan.

### Udmærkelser
- Distinguished Flying Cross – to gange
- Croix de Guerre
- Air Medal med tre egeløv

## Filmografi
Nedenstående er et udvalg af James Stewarts største film. 
- Du kan ikke tage det med dig (You Can't Take It Wtih You, 1938)
- Mr. Smith kommer til Washington (Mr. Smith Goes to Washington, 1939) – nomineret til oscar for bedste mandlige hovedrolle
- Den lille butik (The Shop Around the Corner, 1940)
- Natten før brylluppet (The Philadelphia Story, 1940) – vandt en oscar for bedste mandlige hovedrolle
- Det er herligt at leve (It's a Wonderful Life, 1946) – nomineret til oscar for bedste mandlige hovedrolle
- Harvey (1950) – nomineret til oscar for bedste mandlige hovedrolle
- Skjulte øjne (Rear Window, 1954)
- Manden der vidste for meget (The Man Who Knew Too Much, 1956)
- En Kvinde Skygges (Vertigo, 1958)
- Et mords analyse (Anatomy of a Murder, 1959) – nomineret til oscar for bedste mandlige hovedrolle
- Manden der skød Liberty Valence (The Man Who Shot Liberty Valence, 1962)